# Педерналес (река)
Педерналес (англ. Pedernales River) — река в центральной части штата Техас (США), правый приток реки Колорадо. Общая длина реки составляет 171 км.

## География
Исток реки Педерналес находится на плато Эдуардс, в техасском округе Кимбл, примерно в 40 км юго-восточнее города Джанкшен (центра округа Кимбл) и в 30 км северо-западнее города Кервилл (центра округа Керр). После этого река течёт на восток (и немного к югу), пересекает  шоссе 16 штата Техас, соединяющее Кервилл с Фредериксбергом, некоторое время течёт вдоль шоссе на северо-восток, но, не доходя до Фредериксберга, уходит опять на восток.
После этого река течёт вдоль шоссе  US 290, протекает по южному краю Национального исторического парка Линдона Джонсона — места, где родился 36-й президент США Линдон Джонсон. Затем, немного севернее города Джонсон-Сити (центра округа Бланко), река протекает под мостом, по которому проходит шоссе  US 281. Немного ниже моста по течению на реке стоит плотина, образующая искусственное озеро Джонсон-Сити (англ. Lake Johnson City).
Затем река продолжает течь на восток и достигает парка штата Техас Педерналес-Фоллс, проходя по его северному краю. Территория парка была выкуплена штатом в 1970 году у частных владельцев, а сам парк был открыт в 1971 году. В парке находятся живописные водопады Педерналес, в которых река течёт по каскадам слоистого известняка — породы, образовавшейся около 300 миллионов лет назад.
После выхода из парка река течёт на северо-восток, примерно в 30 км западнее Остина пересекает  шоссе 71 штата Техас и, наконец, впадает в водохранилище Травис, которое представляет собой запруженную часть реки Колорадо.
Площадь бассейна реки Педерналес составляет 3297 км² (по другим данным — 3316 км²).

## Галерея

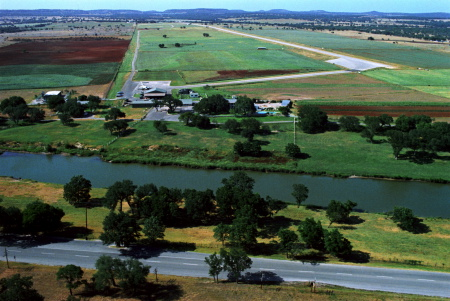
Река Педерналес у ранчо Линдона Джонсона
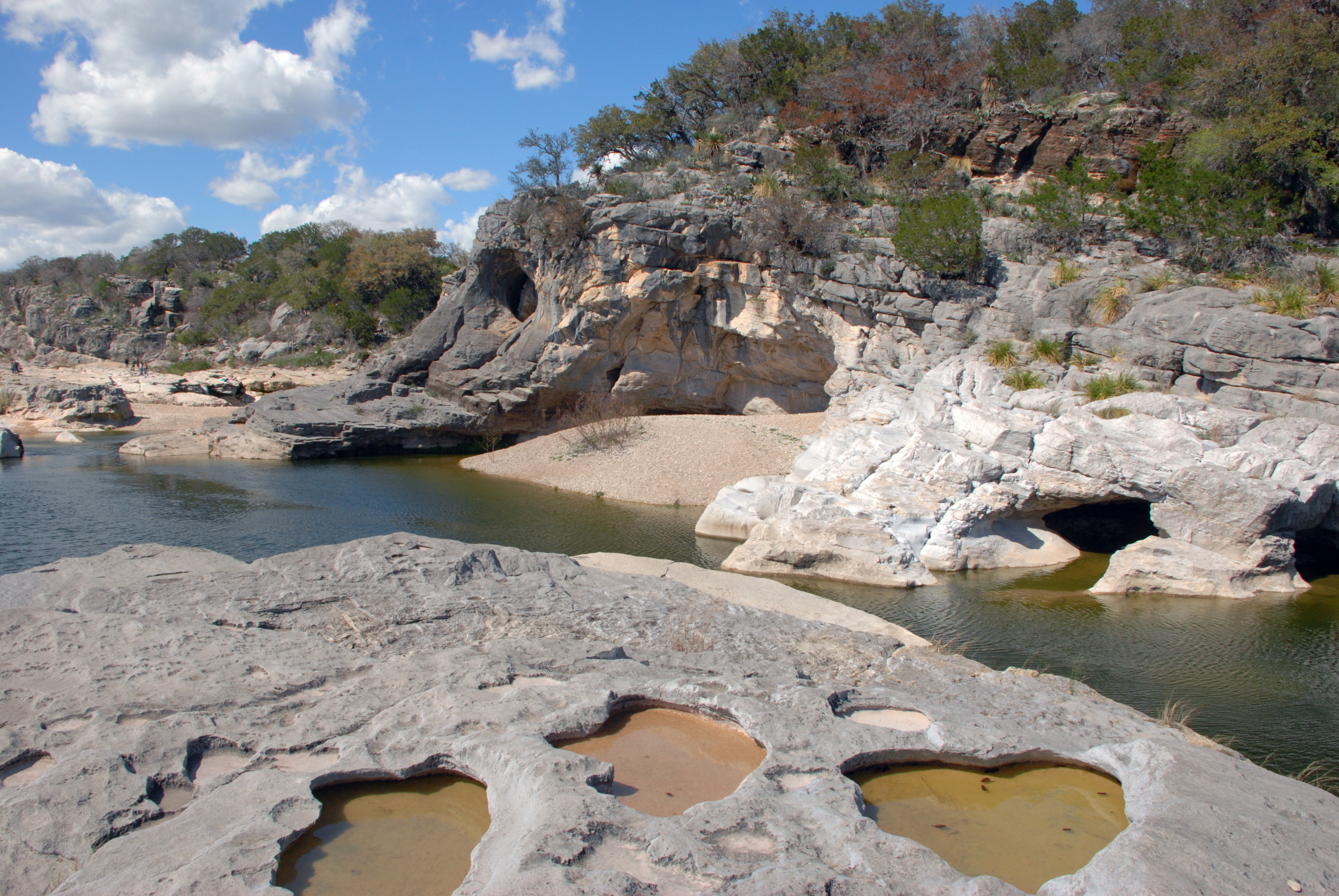
Река Педерналес в парке Педерналес-Фоллс
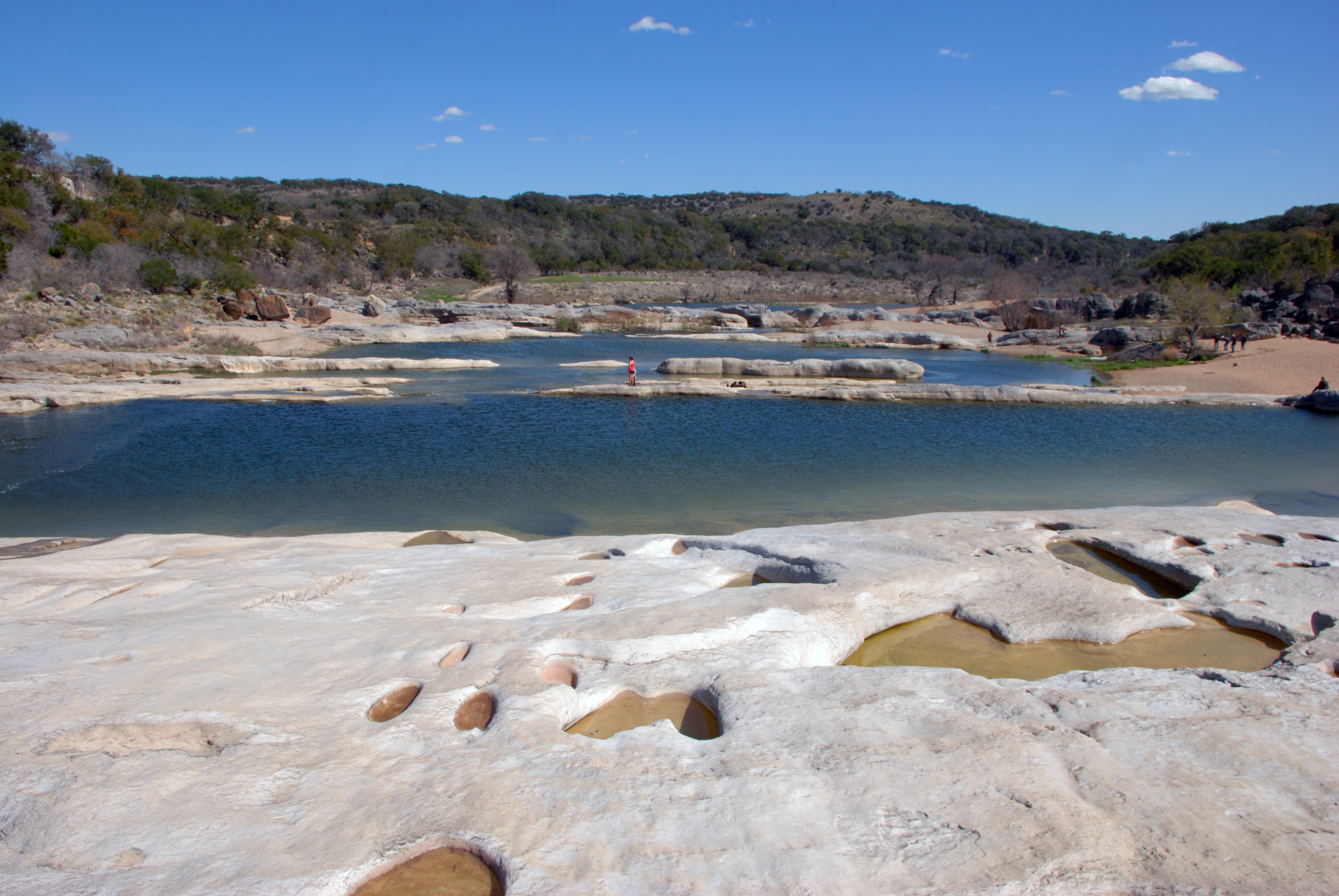
Нижняя часть водопадов Педерналес